# Rhamphomyia galactodes
Rhamphomyia galactodes är en tvåvingeart som beskrevs av Mario Bezzi 1909. Rhamphomyia galactodes ingår i släktet Rhamphomyia och familjen dansflugor. Inga underarter finns listade i Catalogue of Life.